# J'L'Tismé
J'L'Tismé, prononcé Jee Le Tismé, est un réalisateur, producteur et rappeur français. Il réside à Paris où il possède son studio, À La Barak Studio et son label Noctambule Records. Il est l'un des anciens membres et également fondateur du groupe Tout simplement noir.

## Biographie
J'L'Tismé débute au sein du groupe Tout simplement noir qu'il fonde avec MC Bees, Demon B (plus tard E Blaze) et Parano Refré. Concernant le nom du groupe, Parano Refré explique que « dans ces années-là, on vivait aussi dans un environnement assez raciste, il n’y avait pas Harry Roselmack au 20h (…) Il y avait aussi le mouvement Skinhead très présent. Donc le nom est venu vraiment naturellement, c’était dans l’air du temps. » C'est avec Tout simplement noir que J'L'Tismé connait ses premiers succès, avant de prendre fin en 1998.
J'L'Tismé continue en solo, puis réalise et produit de nombreux artistes tels que Parano Refré, Daddy Yod, Peeda, Tony Merso, Roll-K, 50/50 et Graine 2 N. Il réalise également deux DVD intitulés RollK Hot Show et L.A.xagone, ainsi que des clips. En 2005, il lance son propre site web de téléchargement sur lequel il distribue en totale indépendance ses productions. J'L'Tismé anime une émission de webradio intitulée Radio Panam chaque vendredi soir en compagnie de DJ Ozzir (vice-champion de France de deejaying) depuis 2006,.
En 2010, il entame la tournée Menace II Society Tour accompagné de MC Eiht du groupe Compton's Most Wanted. Sous son initiative le 23 octobre 2010, il reforme Tout simplement noir après 13 ans d'absence afin de donner un ultime concert à Paris. 

## Discographie

### Albums studio
- 2000 : Le Jour J
- 2005 : Rap de Chambre
- 2009 : Jeefunk
- 2009 : A La Barak vol.1 - Jeefunk Review
- 2010 : Al West
- 2011 : Al West review - Al [in tha] West
- 2012 : AntholoJee (best of)
- 2014 : Swiss & Weed

### Albums collaboratifs
- 1995 : Dans paris nocturne (album ; avec Tout simplement noir)
- 1996 : J'suis F (maxi ; avec Tout simplement noir)
- 1997 : Le mal de la nuit (album ; avec Tout simplement noir)
- 2007 : 50/50 (album en commun avec Aelpeacha)[6]
- 2008 : 50/50 - Rare rmx et inédits : première Giclée (album en commun avec Aelpeacha)
- 2008 : 50/50 - Live 2007 : 2e Giclée (album en commun avec Aelpeacha)
- 2009 : Classics (album ; avec Tout simplement noir)

### Mixtapes et compilations
- 2008 : DJ Ozzir presents J'l'tismé (mixtape)
- 2008 : DJ Ozzir presents Le Baise’T’of de Roll-k (mixtape)
- 2009 : Chanssons Hip Hop pour Enfants (compilation)
- 2010 : A La Barak vol.2 - The family meal (compilation)
- 2012 : A La Barak vol.3 (compilation)

### Autres réalisations
- 2000 : Paranocalypse
- 2000 : Sex, Drogue & Roll-K
- 2000 : Bouffe Graineuze
- 2000 : Le Jour J
- 2003 : Roll Kamasutra
- 2010 : Labriko

### Apparitions
- 1990 : Wutchaka (album)
- 1997 : Papifredo - Gaze mon petit (album)
- 1997 : Le Contrat (album)
- 1997 : Invasion (compilation)
- 1997 : Collectif Rap  (compilation)
- 1997 : Nord vs Sud (compilation)
- 1997 : Planète Rap (compilation)
- 1997 : My definition of Hip-Hop  (compilation)
- 1998 : La Légende  (compilation)
- 1998 : Into the Groove vol3 (compilation)
- 1999 : Quality Street (compilation)
- 1999 : Synkop Monokrome SK17  (mixtape)
- 2000 : Into the Groove vol12 (compilation)
- 2000 : ANPE (mixtape)
- 2002 : West Rider (compilation)
- 2005 : West Rider 2 (compilation)
- 2007 : J'Arrive Classique (album)
- 2007 : 4 Years Murdafunk (mixtape)
- 2007 : Val 2 Marne Rider (album)
- 2007 : Crown City Radio (compilation)
- 2007 : Le Strip Album (album)
- 2008 : Je Reste Local (album)
- 2008 : Demo Deluxxx (maxie)
- 2008 : Pour Les Filles (street tape)
- 2008 : Le Pèlerinage (album)
- 2008 : secret defonce (album)
- 2008 : Big Ballers Vol.2 (compilation)
- 2009 en musique : Turn It UP!! Vol.5 (compilation)
- 2009 : Venom & Sovan - 15 ans d'retard (album)
- 2009 : Aelpeacha - Le Pèlerinage (Golden Thoat Edition) (album)
- 2009 : Chromatiks - À la conquête de l'west (compilation)
- 2009 : Doox Dadd - la rage du bitume (compilation)
- 2009 : Flendo - Original connexions Part 1  (compilation)
- 2009 : DJ Ozzir - West Coast Gangst'Shit (mixtape)
- 2009 : Studio Delaplage - Chargé (compilation)
- 2010 : Aelpeacha & MSJ - Le Lubrifiant (album)
- 2010 : Roll'K - Labriko (album)
- 2010 : OG Daddy V - LA French Connect (compilation)
- 2010 : Tiz-on Records - Funkaholics (album)
- 2010 : The Complete Collection (album)
- 2010 : Flendo - Original Connexions part.2 (album)
- 2010 : Double KO - Hit Combo (album)
- 2011 : Tout est sur le disque (album)
- 2011 : Bsboyz Mentality  (album)
- 2011 : DJ Ozzir - West Coast Gangst'Shit vol.2  (mixtape)
- 2011 : Tcc - EP (album)
- 2011 : Beat Fat Attack (album)
- 2011 : Macrologie  (album)
- 2011 : LMC Click - Burchett vol1 (mixtape)
- 2011 : Moni - Le ghetto de la tentation (album)
- 2012 : The Touch Funk - Still Underground (album)
- 2012 : Darbe - Paristanbul (album)
- 2012 : Dofré - Sextape de Dofré (album)
- 2012 : Seno - EP (EP)
- 2012 : DJ Ozzir - Dj Ozzir détourne la variet' Française (album)
- 2012 : Flendo - Original Connexions part.3 (album)
- 2012 : Adès - Chasse à l'homme 3 (album)
- 2012 : Rapattitude 3 (compilation)
- 2013 : Flendo - Talkbox vibes (album)

## Filmographie

### Réalisations
- 2004 : Roll-k hot show (VD)
- 2007 : L.A.xagone (documentaire et live)
- 2010 : Zikaload (émission hebdomadaire sur le Numericable et Télévision numérique terrestre)
- 2011 : Zikaload (émission hebdomadaire sur le Numericable et Télévision numérique terrestre)
- 2012 : Zikaload (émission hebdomadaire sur le Numericable et Télévision numérique terrestre)

### Apparitions
- 2010 : Daddy Yod : le DVD Il était une fois… Raggamuffin
- 2011 : EJM : le DVD EJM qui est-il?
- 2011 : Karté Caillera : Saison 2 - Épisode 8